# 太陽花學運於臺灣各地的行動

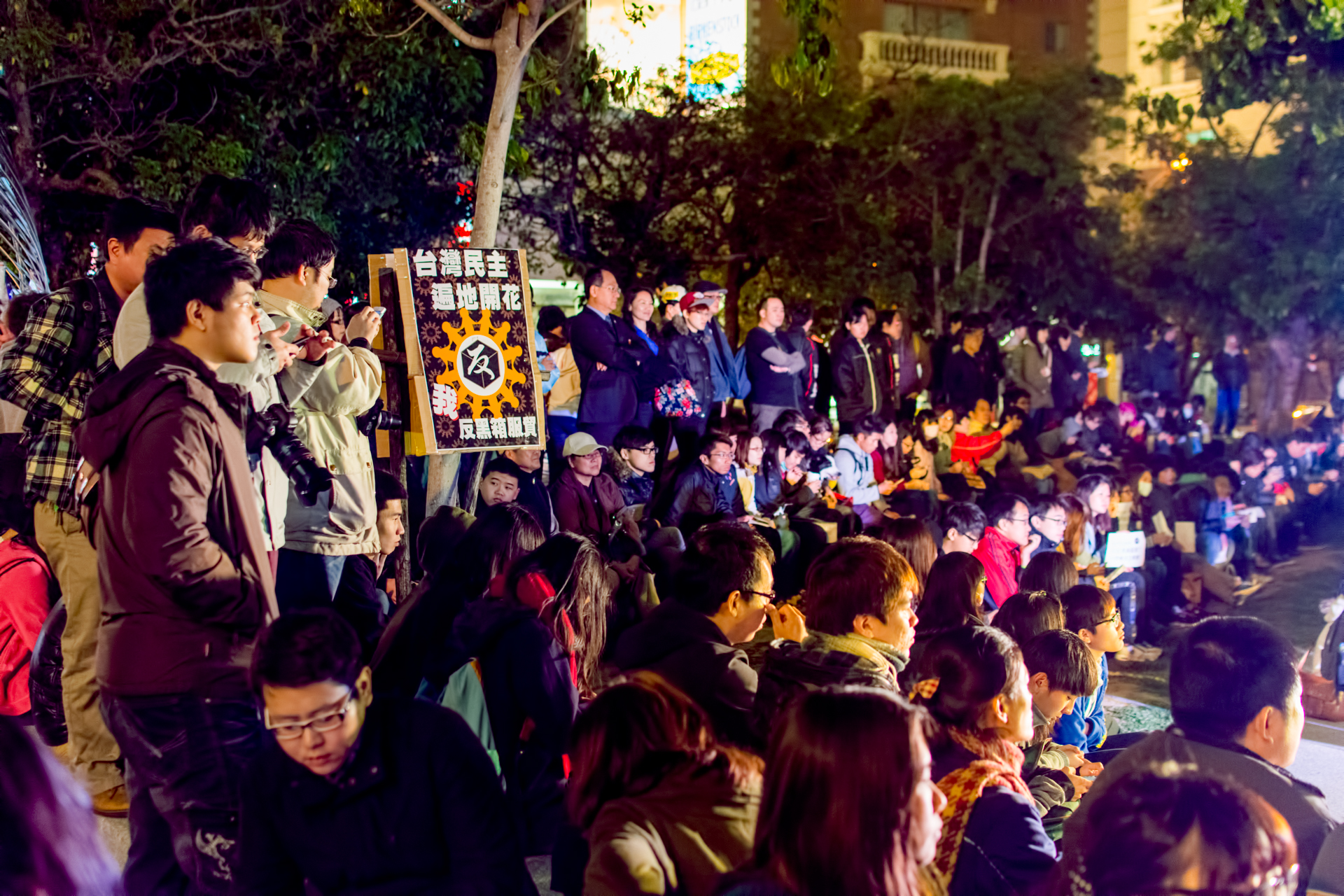
於臺中市發起的反對《海峽兩岸服務貿易協議》之抗議活動。

太陽花學運是指自2014年3月18日開始，由學生主導並且以臺灣立法院為主要據點的社會運動。在3月18日21時，反對中國國民黨單方面將《海峽兩岸服務貿易協議》宣告存查的學生佔據了立法院議場。儘管內政部警政署曾經多次嘗試驅離佔領議場的抗議學生卻都宣告失敗，與此同時來自臺灣各處的示威群眾也紛紛前往立法院附近支援。這次事件除了之後陸續促使臺灣各地發起許多聲援行動外，同時學生代表林飛帆也在3月21日呼籲更多民眾上街並且在3月22日至3月23日兩天擴大包圍立法院四周，發起藉由靜坐的方式包圍臺灣各地的中國國民黨黨部的行動。

## 北部

### 臺北市
3月22日凌晨3時，臺北市政府警察局調派大量警力在臺北市的中國國民黨中央黨部架設拒馬並且駐守著，以防範之後中國國民黨黨部遭到抗議人士破壞。而在當天凌晨少數抗議學生便已經前往中國國民黨黨部附近靜坐，而在早上10時左右則有多名中國醫藥大學的學生前往現場抗議。另外在這過程中由於警方把拒馬架設在道路上引起民眾抱怨，這使得民主進步黨籍臺北市市議會議員梁文傑到場關切。

### 新北市
儘管抗議學生在3月21日號召包圍中國國民黨黨部，但是在3月22日時中國國民黨新北市黨部並沒有出現抗議民眾靜坐，不過曾經參選立法委員而落選的何博文則前往現場抗議。

### 基隆市
3月22日下午2時，中國國民黨基隆市黨部大門口外陸續出現8名大學生以及民眾到場靜坐，其中有人自製「民主」牌位插香來象徵民主已死。而民主進步黨籍議員游祥耀和張錦煌也前往現場，並且表示：「與學生同在，要求馬英九總統盡速與學生對話！」

### 宜蘭縣
3月22日時，在中國國民黨宜蘭縣黨部前陸陸續續聚集了數名反對《海峽兩岸服務貿易協議》的示威群眾，並且有民眾以表演的方式表現反對《海峽兩岸服務貿易協議》的立場。而到了下午1時靜坐在大門前的抗議群眾已經聚集30人，另外也有民眾在黨部公告欄張貼「反服貿」便利貼以表達訴求，而現場只有1名警員負責警戒。。而下午2時則有一對男女騎機車到宜蘭縣黨部前，向抗議民眾高嗆「支持服貿！」而使得雙方頓時爆發口角衝突，最後在現場戒護警員趕緊勸離兩人後才避免衝突擴大。

### 桃園縣
3月22日上午，中國國民黨桃園縣黨部便有數名民眾靜坐抗議。其中有數位有意參選年底升格後第一屆桃園市市議會議員選舉者也手持反對標語表達訴求，而在中午過後便離開現場。到了下午則有兩名高中學生繼續在現場舉牌抗議，並且獲得部分經過的民眾給予支持，但整體上桃園縣政府警察局到場蒐證戒備的警察仍然比參與抗議靜坐的民眾還多。

### 新竹縣
3月22日中午，中國國民黨新竹縣黨部只有二位民眾前往抗議，之後一名婦女還與中國國民黨黨工發生口角。到了下午5時，國民黨新竹縣黨部門口的抗議民眾人數增加至15人。

### 新竹市
3月22日，中國國民黨新竹市黨部門口一早便聚集手持向日葵來聲援太陽花學運的民眾，而直至下午5時為止在門口前已經聚集了60多人。

## 中部

### 臺中市
3月20日上午，台中中會教社部與台灣公義行動教會決定舉辦反對《海峽兩岸服務貿易協議》的活動，並且隨後獲得大學學生的網際網路號召。其中3,900多名臺中市民眾於晚間8時前往市民廣場參加「市民站出來，反黑箱服貿演講」抗議行動，藉由發表演講等方式聲援在立法院抗議的學生。而在3月22日時市民廣場也再度聚集了數千人靜坐，活動中除了邀請老師現場講述民主課程外，也邀請民眾分組討論並且表達自己的意見。而在4月7日上午馬英九出席國家表演藝術中心成立典禮時，其所使用由主辦單位中華民國文化部提供給官員的打氣筒上被別上作為這次太陽花學運象徵的小向日葵。這使得在活動中臺下參與民眾開始議論此事，而對此中華民國文化部則不願多作回應

### 南投縣
3月22日時，南投縣出現數個反對《海峽兩岸服務貿易協議》的快閃族行動。

### 雲林縣
3月22日時，在中國國民黨雲林縣黨部前聚集了20名反對《海峽兩岸服務貿易協議》的示威群眾靜坐抗議。

## 南部

### 嘉義市
3月19日深夜開始，嘉義市當地藝文工作者許光輔、黃鈺婷開始在嘉義市政府前廣場組織反對《海峽兩岸服務貿易協議》集會。之後透過社群網站的傳播，使得包括國立中正大學、國立嘉義大學以及當地高中職學生、嘉義市民眾和藝文工作者陸陸續續聚集。而雖然活動過程中一度有飆車族干擾，但是在警方於一旁戒備下雙方並沒有發生衝突。到了3月21日晚上9時，包括國立中正大學、國立嘉義大學、當地高中職校學生以及聲援民眾再度聚集至嘉義市政府前廣場，並且邀請大學教授演講《海峽兩岸服務貿易協議》相關議題以及嘉義地區志工組織和行動方針。而在3月22日時，在嘉義市洪雅文化協會理事長余國信號召下陸陸續續有民眾和學生在中國國民黨嘉義市黨部前靜坐，到了當天中午已經有近30人參與抗議行動。

### 臺南市
3月20日時晚上7時，透過網際網路號召的台南地區反服貿活動在國立成功大學舉行，並且邀請了邀請國立成功大學法律系老師和律師等人現場演講。在晚間8時主辦單位表示到場人數已經突破5,000人，而在過程中也一度發生大陸學生主張《海峽兩岸服務貿易協議》而與參與者衝突。而臺南著名的店家慕紅豆則表示為了感謝民眾的熱情，將在3月24日至3月28日期間免費提供紅豆湯。3月22日時在中國國民黨臺南市黨部大門口聚集了50多名抗議群眾，另外還有200多名反對《海峽兩岸服務貿易協議》的抗議群眾則是聚集在國立成功大學校內。

### 高雄市
3月19日時，高雄市的文化創意產業人士開始透過Facebook召集聲援活動。當天晚上7時30分至晚上12時，上千名民眾與學生在高雄捷運美麗島站發起「反《服貿》 照亮美麗島」靜坐，藉此聲援在臺北立法院抗議的學生。隨後高雄市市長陳菊前往現場為聲援民眾打氣並且認為學生有權用和平方式表達對理想的堅持，之後還要求高雄市政府警察局一定要保護學生安全。而在3月20日下午3時開始，包括捷運中央公園站以及鄰近的中央公園發起示威行動並且有300多人參與。到了晚上7時活動則轉為靜坐運動，不過由於未事先使得警方在7時45分舉牌要求群眾自行離去。
到了3月21日晚上8時，響應於中國國民黨各地黨部靜坐的抗議群眾開始聚集並且包圍在高雄市黨部。抗議群眾除了輪流上臺表達自己的意見外，並且在中國國民黨高雄市黨部圍牆上貼滿抗議標語，另外也有民眾現場演唱以鼓舞士氣。期間聚集的抗議人數維持在700人左右，而警方也擴大交通管制範圍並且封閉1個車道。與此同時支持的學生也在駁二藝術特區發起「駁二新學潮，萬人聲援反服貿」並且邀請大學教授演講，而透過網際網路也成功號召200人至300人參與活動。

### 屏東縣
3月21日晚上7時30分，擔任地下樂團主唱的唐元君與友人前往屏東車站前期望藉由歌曲表達反對《海峽兩岸服務貿易協議》，之後透過Facebook網友轉使得現場成為超過400人聚集的小型音樂會。3月22日時，在中國國民黨屏東縣黨部前聚集了大約80名反對《海峽兩岸服務貿易協議》的示威群眾靜坐抗議。

## 東部

### 花蓮縣
3月22日下午，中國國民黨花蓮黨部門口出現近30名手持「反黑箱服貿」標語的學生進行抗議，這包括有來自國立東華大學、慈濟大學、國立花蓮高級中學以及國立花蓮女子高級中學的學生。其中學生則輪流手持大標語在街頭唱歌，並且獲得民眾提供食物和飲水支持。而在將現場垃圾收拾乾淨後，整起抗議活動在下午5時宣告結束。

### 臺東縣
3月22日上午10時，數十名學生與民眾便攜帶著抗議標語陸續抵達中國國民黨臺東縣黨部前的廣場，而到了下午4時人數更增加至60多人。在上午時一度發生持不同立場之民眾的口角衝突，而國立臺東大學學生則將自行攜帶的中華民國國旗升起以表達「國家最大，台灣民主不死」的訴求。之後學生除了在現場分發向日葵並且在晚間由樂團唱歌來提振士氣外，不少民眾也送來飲料與食物聲援抗議群眾。

## 外部連結
- （繁體中文） 反黑箱服貿協議（页面存档备份，存于）
- （繁體中文） ECFA兩岸經濟合作架構協議（页面存档备份，存于）
- （英文） Protesters occupy Taiwan Parliament